# Karl Helm (Mediävist)
Karl Hermann Georg Helm (* 19. Mai 1871 in Karlsruhe; † 9. September 1960 in Marburg) war ein deutscher germanistischer und skandinavistischer Mediävist, Volkskundler und Religionswissenschaftler.

## Leben und Wirken
Karl Helm studierte Deutsche Philologie und Geschichte in Heidelberg, in Freiburg im Breisgau u. a. bei Hermann Paul und in Leipzig. In Heidelberg promovierte er bei Wilhelm Braune 1895 mit einer Arbeit zur Rhythmik kurzer Reimpaare des 16. Jahrhunderts. 1899 habilitierte er sich an der Universität Gießen bei Otto Behaghel mit einer Arbeit über die Literatur der Deutschen Ordensritter und erhielt dort 1904 eine außerordentliche Professur. Zur Universität Würzburg wechselte er 1919, bereits 1920 an die Johann Wolfgang Goethe-Universität Frankfurt am Main, 1921 an die Philipps-Universität Marburg als Ordinarius für Altgermanistik. Dort amtierte Helm 1929/30 als Rektor der Universität und hielt auch nach seiner Emeritierung 1936 weiter bis 1958 Vorlesungen.
Zeitlebens gehörte Helm politisch national-konservativen Kreisen an, nur 1919 war er kurzfristig für zwei Monate Mitglied in der Deutschen Demokratischen Partei. Später wandte er sich der Deutschnationalen Volkspartei zu, ohne jemals Mitglied zu werden. Seine politische Haltung zeigte er in der Öffentlichkeit durch mehrere Erklärungen von Hochschullehrern zu unterschiedlichen Themen von der Kaiserzeit bis zur nationalsozialistischen Diktatur. 1915 unterzeichnete er die sogenannte Seeberg-Adresse, 1919 eine Erklärung zu den Friedensverhandlungen von Versailles. In den mittzwanziger Jahren folgte eine Erklärung zu schulgesetzlichen Belangen. 1932 unterzeichnete Helm einen Wahlaufruf von Hochschullehrern zugunsten von Franz von Papen. Nach der „Machtergreifung“ gehörte er als Dekan der Philosophischen Fakultät in Marburg im November 1933 mit zu den fast tausend Unterzeichnern des Bekenntnisses der Professoren an den deutschen Universitäten und Hochschulen zu Adolf Hitler und dem nationalsozialistischen Staat. Helm war seit 1933 Mitglied der örtlichen Unterorganisation der Nationalsozialistischen Kulturgemeinde in Marburg, jedoch nie Mitglied in der NSDAP.
Als Lehrer waren Helms Schwerpunkte die deutsche Literatur von den frühen Anfängen bis zum 16. Jahrhundert, darin besonders die mittelhochdeutsche, höfische Dichtungen Walther von der Vogelweides und Wolframs von Eschenbach sowie Epik und Drama der althoch- und mittelhochdeutschen Phase. Im sprachwissenschaftlichen Bereich lehrte er neben der althochdeutschen und mittelhochdeutschen Grammatik die altnordische, beziehungsweise altisländische und besonders die gotische Grammatik. Zu den literar- und sprachwissenschaftlichen Vorlesungen kam der Schwerpunkt der Germanischen Religionsgeschichte und Altertumskunde. 
Wilhelm Braune gab für Karl Helm neben Otto Behaghel die wesentliche wissenschaftliche Orientierung, so dass er auch dessen Standardwerke, die Althochdeutsche Grammatik, das Althochdeutsche Lesebuch und die Gotische Grammatik fortführte.
Helms Forschungen erstreckten sich über die alt- und mittelhochdeutsche Sprache und Literatur zur Volkskunde und der germanischen Religionsgeschichte und Altertumskunde sowie über die Klassische Philologie. Die Forschung zur Volkskunde ließ 1901 Helm die „Hessische Vereinigung für Volkskunde“ mit begründen; Beiträge erschienen im Handwörterbuch des deutschen Aberglaubens und im Vereinsorgan. Den zeitbedingten „germanentümelden“, pseudowissenschaftlichen und fachgelehrten Schriften, die später NS-ideologische Hintergründe aufwiesen, stand Helm skeptisch gegenüber und beharrte auf einer differenzierten, an den Quellen orientierten methodischen Arbeitsweise.
Bei seinen Forschungen zur germanischen Religionsgeschichte arbeitete er die Entwicklungen von der frühesten Zeit mit allen Unterschieden der germanischen Stämme und Überschichtungen bis zu deren Nachwirkungen nach Annahme des Christentums heraus. Die germanische Frühzeit konnte er auf Grundlage der Allgemeinen Religionswissenschaft anhand von archäologischen Funden aufzeigen, eine Gesamtdarstellung einschließlich der nordgermanischen Verhältnisse gelang ihm aufgrund seines hohen Alters nicht mehr. Helms Altgermanische Religionsgeschichte gilt neben der vom Niederländer Jan de Vries noch immer als Standardwerk in der Fachliteratur.
Bedeutende Schüler Helms waren Ernst Albrecht Ebbinghaus, der die Herausgeberschaft von Braunes Lehrbüchern übernahm, Karl Bischoff, Hans Kuhn, Nechama Leibowitz, Eduard Neumann und Jost Trier.

## Auszeichnungen
- Brüder-Grimm-Preis der Philipps-Universität Marburg (1943)
- Ehrenmitglied der Modern Language Association of America (1959)